# Fernando María Baccilieri
Fernando María Baccilieri (Finale Emilia, 14 de mayo de 1821—Galeazza, 13 de julio de 1893) fue un sacerdote católico italiano, terciario servita y fundador de las Hermanas Siervas de María de Galeazza. Es venerado como beato en la Iglesia católica, cuya fiesta celebra el 13 de julio.

## Biografía
Fernando María Baccilieri nació el 14 de mayo de 1821 en Finale Emilia, provincia de Módena (Italia). Fue ordenado sacerdote en Ferrara, el 2 de marzo de 1844. Su ministerio lo ejerció predicando en las misiones populares, en el acompañamiento o dirección espiritual y enseñando italiano y latín en el Seminario de Finale Emilia. Estudió en la Facultad de Derecho de la Universidad de Bolonia. Fue nombrado párroco de Galeazza, en abril de 1852, donde permaneció 41 años, hasta su muerte, el 13 de julio de 1893.
Como párroco se dedicó de manera especial a la predicación. En 1867, afectado por una afonía, se dedicó con mayor intensidad a la dirección espiritual y al sacramento de la reconciliación, pasando varias horas en el confesionario. Para las misiones populares, se sirvió de la ayuda de los redentoristas y de los franciscanos para que se dedicaran a la predicación y la orientación de los feligreses. Solicitó la participación de los laicos en la vida parroquial, logró la colaboración de jóvenes voluntarios para ayudar a familias pobres, asistir en el servicio litúrgico y apoyar en la educación a la mujer. Con los laicos de su parroquia y otros que venían de los barrios vecinos, formó 14 asociaciones, que reunidas, tenían un total de 3.000 inscritos.
En 1852, fundó una la Cofradía de la Virgen de los Dolores, que luego se convirtió en  un instituto religiosos, con el nombre de Siervas de María de Galeazza, con el fin de hacerse cargo de la educación de las niñas pobres en el centro educativo que había construido cerca de la iglesia parroquial. Constatando la necesidad de tener unido a este grupo de jóvenes consagrada, abrió un convento cerca da la casa parroquial.

## Culto
El 19 de enero de 1959 fue introducida la causa en pro de su beatificación. El 6 de abril de 1995 fue declarado venerable por el papa Juan Pablo II.
El mismo pontífice lo beatificó el 3 de octubre de 1999, definiéndolo como «ícono viviente del Buen Pastor». El Martirologio romano señala la conmemoración de su memoria el 13 de julio. Sus reliquias se veneran en la parroquial de Galeazza.